# Utricularia nelumbifolia
Utricularia nelumbifolia — вид рослин із родини пухирникових (Lentibulariaceae).

## Середовище проживання
Цей вид є ендеміком Бразилії, де він був зафіксований у Ріо-де-Жанейро та Мінас-Жерайсі. Схоже, він має дуже неоднорідне поширення; повідомляється, що його важко знайти в дикій природі.
Цей вид має дивовижну звичку росту, обмежуючись виключно водоймами, які заповнюють пазухи листя врізії (Vriesia); на висотах від 800 до 2200 метрів.

## Використання
Вид культивується невеликою кількістю ентузіастів роду. Торгівля незначна.